# Апелляционный суд восьмого округа США
Апелляцио́нный суд восьмо́го о́круга США (дословно Апелляционный суд США по восьмому федеральному апелляционному округу; англ. United States Court of Appeals for the Eighth Circuit, сокращённо 8th Cir.) — федеральный суд апелляционной инстанции США, рассматривающий дела в штатах Айова, Арканзас, Северная Дакота, Южная Дакота, Миннесота, Миссури, Небраска.
Суд расположен в здании Федеральном здании суда имени Томаса Ф. Эглетона в Сент-Луисе, штат Миссури.
Верховный суд США может проверить и пересмотреть решение Апелляционного суда только в том случае, если оно существенно нарушает сложившуюся судебную практику либо имеется неразрешённая коллизия в вопросе федерального права.

## Территориальная юрисдикция
В Апелляционном суде по восьмому федеральному апелляционному округу обжалуются окончательные решения, принятые по вопросам, относящимся к федеральной юрисдикции, следующих нижестоящих судов федерального уровня:
- Федеральный окружной суд Северного округа Айовы
- Федеральный окружной суд Южного округа Айовы
- Федеральный окружной суд Восточного округа Арканзаса
- Федеральный окружной суд Западного округа Арканзаса
- Федеральный окружной суд Северной Дакоты
- Федеральный окружной суд Южной Дакоты
- Федеральный окружной суд Миннесоты
- Федеральный окружной суд Восточного округа Миссури
- Федеральный окружной суд Западного округа Миссури
- Федеральный окружной суд Небраски